# Den Hals in der Schlinge
Den Hals in der Schlinge (Originaltitel: Along the Great Divide) ist ein US-amerikanischer Western aus dem Jahr 1951 von Raoul Walsh mit Kirk Douglas und Virginia Mayo in den Hauptrollen. Der Film wurde von Warner Bros. produziert.

## Handlung
Marshal Len Merrick und seine Deputies Shear und Gray können den Lynchmord an dem Viehdieb Timothy Keith verhindern. Keith wird beschuldigt, den Sohn des Ranchers Ed Roden ermordet zu haben. Trotz der Proteste von Roden und dessen jüngeren Sohn Dan will Merrick den Verdächtigen vor das Gericht in Santa Loma bringen. Keith beteuert seine Unschuld und bringt Merrick dazu, zuzustimmen, die Nacht auf der Keith-Farm zu verbringen, bevor der anstrengende Ritt nach Santa Loma beginnt. Merrick lässt seine Deputies Keith zur Farm bringen. Am Tatort sieht er, wie Roden die Leiche seines ermordeten Sohnes birgt. Der Rancher steht fest zu seiner Überzeugung, dass Keith der Mörder ist. Als Roden den Tatort verlässt, findet Merrick eine Taschenuhr und steckt sie ein.
In der Nähe der Keith-Farm hört Merrick Schüsse. Keiths Tochter Ann versucht, ihren Vater zu befreien, und wird von Merrick entwaffnet. Auf die Warnung einiger Rancharbeiter hin, dass Roden unterwegs sei, um sie alle zu töten, will Merrick die kürzere Route durch die Wüste nehmen. Auf dem Weg beginnt Keith ein Lied zu singen (Down in the Valley). Verärgert verlangt Merrick, dass er aufhört. Von Shear erfährt Keith, dass Merricks Vater das Lied ständig gesungen hat. In der Annahme, einen Schwachpunkt entdeckt zu haben, singt Keith weiter. Bei einer Rast provoziert Keith den Marshal zu einem Angriff, indem er seine Vermutung äußert, dass er Merrick an dessen Vater erinnere.
Merrick erkennt, dass ihre Verfolger nahe sind und sucht mit Keith, Ann und seinen Deputies Deckung. Während der folgenden Schießerei wird Shear schwer verletzt, zudem wird ihr Wasserschlauch zerschossen. Merrick kann Dan gefangen nehmen. Nur noch mit dem Wasser in ihren Feldflaschen reitet die Gruppe weiter. Shear stirbt schließlich, und Ann macht Merrick wegen seiner Unnachgiebigkeit für seinen Tod verantwortlich. Merrick erzählt ihr den Grund seiner Haltung. Sein Vater war selber Marshal und er sein Deputy. Als sein Vater zwei Gefangene vor Gericht bringen wollte, wurde er von einem Lynchmob zusammen mit den Verdächtigen gehängt.
Auf der weiteren Reise leiden die fünf Reiter an Wassermangel, zudem müssen sie einen Sandsturm überstehen. Als sie ein Wasserloch erreichen, müssen sie feststellen, dass das Wasser verdorben ist. Dan ist sich sicher, dass sein Vater das Wasser vergiftet hat, um ihn zu töten. Keith gibt an, dass ein Fluss eine halbe Tagesreise südlich liegt. Da der Fluss die Grenze zu Mexiko bildet, lehnt Merrick den Ritt dorthin ab. Um eine Meuterei zu verhindern, zwingt Merrick Ann zu sich auf sein Pferd. Dadurch erschöpft er das Tier schneller, das schon bald stolpert. Keith gelangt an Merricks Gewehr und wird von Dan aufgefordert, den Marshal zu erschießen. Als Gray seine Waffe zieht, wird er von Keith erschossen. Der Rest der Gruppe erreicht Santa Loma zu Fuß. Dort übergibt Merrick Keith und Dan an den Sheriff. Am Abend beginnt die Verhandlung gegen Keith. Merrick ist nicht überzeugt, dass der Richter unparteiisch ist und sagt zu Gunsten von Keith aus, der dennoch für schuldig befunden und zum Tod durch den Strang verurteilt wird.
Am nächsten Morgen wirft Ann Merrick vor, er habe sich nicht vergewissert, den richtigen Mann verhaftet zu haben. Enttäuscht nimmt Merrick seine Satteltaschen auf, dabei fällt die Taschenuhr heraus. Ihm fällt nun die Gravur To Dan (dt.: für Dan) ins Auge. Ihm wird klar, dass Dan seinen Bruder getötet hat. Merrick konfrontiert die Rodens mit seiner Folgerung. Dan wirft seinem Vater vor, dass er seinen Bruder ständig bevorzugt habe und schießt auf ihn. Merrick verfolgt den Flüchtigen und kann ihn töten. Ann springt ihm glücklich in die Arme. Keith ist nicht sehr erfreut darüber, bald einen Mann des Gesetzes in der Familie zu haben.

## Produktion

### Hintergrund
Gedreht wurde der Film von Anfang Oktober bis Ende November 1950 in der Mojave-Wüste, in den Sierra Madre Mountains, in den Alabama Hills und in Yuma.

### Stab
Edward Carrere oblag die künstlerische Leitung. Marjorie Best war für das Kostümbild zuständig.

### Besetzung
In kleinen nicht im Abspann erwähnten Nebenrollen traten Sam Ash, Lane Chandler als Sheriff von Santa Loma und Steve Darrell auf. Bob Herron und Whitey Hughes gehörten zu den Stuntmen, wobei Hughes das Stuntdouble von Virginia Mayo war.

## Veröffentlichung
Die Premiere des Films fand am 16. Mai 1951 in New York statt. In der Bundesrepublik Deutschland kam er am 23. Juli 1954 in die Kinos, in Österreich im November 1954. In Deutschland wurde der Film auch unter den Titeln Den Hals in der Galgenschlinge und Kopf in der Schlinge gezeigt.

## Kritiken
Der Filmkritiken-Aggregator Rotten Tomatoes hat in einer Auswertung ein Publikumsergebnis von 57 Prozent positiver Bewertungen ermittelt.
Das Lexikon des internationalen Films schrieb: „Überdurchschnittlicher Western mit Krimieinschlag, der ernsthafte Fragen nach Gesetz und Gerechtigkeit in eine spannende Handlung vor hervorragend fotografierten Wüstenlandschaften einbezieht.“
Die Filmzeitschrift Cinema befand: „Raoul Walsh drehte komplett in der Mojavewüste, was dem Film einen sehr authentischen Look gibt. Fazit: Dramatisches Spiel vor toller Kulisse.“
Bosley Crowther von der The New York Times bezeichnete den Film als ernste Wüstenstrauch-Saga. Kirk Douglas als reitender und revolverschwingender Westernheld sei fast schon absurd, ebenso Virginia Mayo als kratzbürstiger Hitzkopf. Was dabei herauskomme, sei ein zweitklassiger Routinewestern.